# Nationaal park Kennedy Range
Nationaal park Kennedy Range is een nationaal park in de regio Gascoyne in West-Australië en omvat het Kennedy-gebergte. Het ligt ongeveer 830 kilometer ten noorden van Perth en 150 kilometer ten oosten van Carnarvon. Het park strekt zich, vanaf de rivier Gascoyne, ongeveer 195 kilometer noordwaarts uit.

## Geschiedenis
Ongeveer 250 miljoen jaar geleden lag de regio Gascoyne in een ondiep oceaanbekken aan de rand van het oude Australische continent. Het bekken vulde zich met sediment. Het sediment vormde zich, onder haar eigen gewicht, tot afzettingsgesteenten zoals zandsteen en schalie. De tektoniek van de aarde bracht de gesteenten boven water waar ze verweerden. Het Kennedy-gebergte is een restant van het gesteente dat elders weg geërodeerd is. Het vormt een mesa die 75 kilometer lang en 25 kilometer breed is en van noord naar zuid georiënteerd ligt.
Het Kennedy-gebergte vormde de grens tussen de leefgebieden van twee groepen Aborigines, de Maia en de Malgaru. De Inggarda noemen het gebergte Mundatharrda of Mandatharra. Het gebergte is van groot spiritueel belang voor de Aborigines. Het was eveneens de plaats waar diverse groepen Aborigines samenkwamen. De Inggarda ontmoetten er de Thudgari, Wajarri en de Baiyungu.
De eerste Europeaan die het gebergte verkende was Francis Thomas Gregory, tijdens een expeditie in 1858 die de gebieden rondom de rivieren Murchison en Gascoyne aandeed. Hij vernoemde het gebergte naar de toenmalige gouverneur van West-Australië, Arthur Kennedy. Twintig jaar later werden de eerste pastorale leases er opgenomen. In 1878 werd in de omgeving van het gebergte het Bulla Bulla Station opgericht. In de jaren 1880 ontwikkelde het Lyons River Station zich tot een winstgevende wolproducent. Ook delen van het huidige park werden in de leases opgenomen maar het was er te droog waardoor er nooit veel begrazing plaatsvond. Daardoor is de natuur er nog vrij intact.
In 1977 kwam de onrendabele Binthalya-lease in handen van de overheid. Dit leidde tot het ontstaan van het nationaal park Kennedy Range in 1993.

## Geografie
Het Kennedy-gebergte is een plateau, begrensd door door de rivier Gascoyne in het zuiden en de rivier Lyons in het oosten. Het ligt op ongeveer 160 kilometer van de kust. Het westen van het park is enkel met 4x4 aangedreven voertuigen te bereiken. Het oosten van het park is meestal bereikbaar over een onverharde weg vanuit Gacoyne Junction.

### Wandelroutes
- Temple Gorge Trail begint aan de Temple Gorge-dagparking en is 2 kilometer lang, heen en terug.
- Honeycomb Gorge Trail is slechts 600 meter lang en leidt naar een natuurlijk amfitheater met een waterpoel en een seizoensgebonden waterval.
- Drapers Gorge Trail is een twee kilometer lange wandeling over rotsige richels langs enkele seizoensgebonden watervallen en kleine rotspoelen.
- Sunrise View Trail is een 300 meter lang pad van een autoparking naar een uitkijkpunt.
- Escarpment Base Trail is het 5,8 kilometer lange wandelpad dat de Temple Gorge-kampeerplaats met de Sunrise View en Honeycomb Gorge-wandelpaden verbindt.
- Escarpment Trail begint aan de Temple Gorge-kampeerplaats of de Drapers Gorge-autoparking. Het wandelpad loopt door smalle kloven en stijgt naar de top van het gebergte met spectaculaire uitzichten.

Alle wandelpaden zijn met elkaar verbonden. In het park geldt het Leave no Trace-principe.

## Fauna en flora

### Fauna
Er leven 19 zoogdiersoorten, waaronder 9 vleermuissoorten, in het park. De wallaroe is het meest zichtbare zoogdier. Er werden meer dan 100 vogelsoorten waargenomen waaronder het prachtelfje en de roodkapemoesluiper. Er werden ook 33 reptielensoorten geregistreerd.
De Lerista kennedyensis (Engels: Kennedy Range broad-blazed slider) werd naar het park vernoemd.

### Flora
Boven op het plateau vindt men rode duinen, gedomineerd door Spinifex, met hier en daar Acacia, Grevillea en Banksia.
Er werden meer dan 400 plantensoorten in het park waargenomen, waaronder een tachtigtal wilde bloemen zoals Ptilotus ('Mulla Mulla') en verschillende soorten Asteraceae ('everlasting daisies'). Na regenbuien, vooral tussen juli en september, bloeien de wilde bloemen.

## Klimaat
Het nationaal park ligt in een gebied dat een woestijnklimaat kent.
Alexander Morrison · 
Avon Valley · 
Badgingarra · 
Bandiln͟gan (Windjana Gorge) · 
Beelu · 
Boorabbin · 
Brockman · 
Cape Arid · 
Cape Le Grand · 
Cape Range · 
Cliff Spackman · 
Collier Range · 
Dan͟ggu · 
D'Entrecasteaux · 
Dimalurru (Tunnel Creek) · 
Drovers Cave · 
Drysdale River · 
Eucla · 
Fitzgerald River · 
Francois Peron · 
Frank Hann · 
Gloucester · 
Goldfields Woodlands · 
Goongarrie · 
Gooseberry Hill · 
Greater Beedelup · 
Greenmount · 
Hassell · 
Hidden Valley · 
John Forrest · 
Kalamunda · 
Kalbarri · 
Karijini · 
Karlamilyi · 
Kennedy Range · 
Lawley River · 
Leeuwin-Naturaliste · 
Lesmurdie Falls · 
Lesueur · 
Millstream-Chichester · 
Mitchell River · 
Moore River · 
Mount Augustus · 
Mount Frankland · 
Mount Roe-Mount Lindesay · 
Nambung · 
Neerabup · 
Peak Charles · 
Porongurup · 
Purnululu · 
Scott · 
Serpentine · 
Shannon · 
Sir James Mitchell · 
Stirling Range · 
Stokes · 
Tathra · 
Torndirrup · 
Tuart Forest · 
Unnamed (Nr. 17519) · 
Unnamed (Nr. 46400) · 
Walpole-Nornalup · 
Walyunga · 
Warren · 
Watheroo · 
Waychinicup · 
Wellington · 
West Cape Howe · 
William Bay · 
Wolfe Creek Meteorite Crater · 
Yalgorup · 
Yanchep
Overzicht Nationale parken in:
 Australië · New South Wales · Noordelijk Territorium · Queensland · Zuid-Australië · Tasmanië · Victoria · West-Australië